# Uzupełniająca Mapa Polski
UMP-pcPL (w skrócie UMP) – polski projekt społecznościowy stworzenia otwartej mapy wektorowej, zorientowanej na odbiorniki przedsiębiorstwa Garmin. UMP opiera się na podobnych zasadach co OpenStreetMap, jednak niemal cała ekipa pochodzi z Polski, w rezultacie terytorium Polski jest opracowane wyraźnie lepiej, niż inne kraje.
W skład projektu wchodzi też zbiór niebezpiecznych miejsc, zwany UMP-Radary.

## Historia projektu
Około roku 1998 powstały pierwsze darmowe mapy do odbiorników GPS przedsiębiorstwa Garmin. Możliwe to było dzięki poznaniu formatu binarnego plików map – bez poparcia, ale i też bez sprzeciwów przedsiębiorstwa Garmin. Został opublikowany kompilator (produkt płatny). Środowisko ukuło dla takich map nazwę „Uzupełniająca Mapa Polski” (patrz też ujęcie na stronie GPS Maniak).
Na początku 2003 roku powstała mapa drogowa Polski, nazwana UMP-PL. Technicznie były to ślady oraz punkty zapamiętane przez odbiorniki, bez znacznego przystosowania. Zbieranie danych oraz ich przeróbkę koordynował Tomasz Surmacz.
W marcu 2004 pod nazwą UMP-Wawa zawiązała się ekipa tworząca szczegółową mapę dla Warszawy. Dwa miesiące później mapa stała się częścią składową UMP-PL. Również w 2004 roku wystartował serwis Mapcenter umożliwiający kompilację własnych map pełną wersją kompilatora, za cenę udostępnienia jej wszystkim chętnym.
Od lipca do listopada 2006 UMP-Wawa wchłonął dane UMP-PL i przyjęto wspólną nazwę UMP-pcPL.
W marcu 2008 powiększono teren o Czechy i Słowację.
W styczniu 2009 oprócz kompilacji na odbiorniki Garmin pojawiła się wizualizacja mapy możliwa do bezpośredniego przeglądania przez WWW, a w 2012 serwis został wzbogacony o wyznaczanie tras online
Według stanu na rok 2013 – Czechy, Słowacja, Niemcy są uwzględniane również w wersji topo, a mapa obejmuje całą Europę ze szczątkowymi danymi z innych kontynentów.

## Dane

### Pozyskiwanie i autorstwo
Podstawą tworzenia danych są ślady zbierane w terenie przez odbiorniki GPS oraz obserwacje osób wspierających projekt.
Bezpośrednia edycja danych źródłowych jest możliwa tylko dla mianowanych autorów (prawa zapisu do repozytorium CVS). Pozostałe osoby mogą przygotowywać dane w różnym stopniu zaawansowania – od zgłaszania pojedynczych punktów, aż do propozycji konkretnych poprawek, wprowadzanych do źródeł bez zmian.

### Udostępnianie (licencjonowanie)
Ideą map UMP jest bezpłatność (freeware). Początkowo mapy UMP w ogóle nie miały określonych zasad używania, ewentualnie ogólnie określone zasady, np. poniżej początek licencji UMP-Wawa:

Wstęp
Celem niniejszej Licencji jest zagwarantowanie wolnego dostępu do UMP, oraz zapewnienie każdemu użytkownikowi swobody kopiowania i rozpowszechniania map, z dokonywaniem modyfikacji lub bez, tylko i wyłącznie w celach nie komercyjnych. Ponadto Licencja ta przyznaje zasługi autorom przy jednoczesnym ich zwolnieniu z odpowiedzialności za modyfikacje dokonywane przez innych. Niniejsza Licencja zastrzega też, że wszelkie prace powstałe na podstawie tych map muszą nosić cechę wolnego dostępu w tym samym sensie co produkt oryginalny. Niniejsza Licencja została opracowana z zamiarem zastosowania jej do map UMP.

Od marca 2007 dla UMP-pcPL obowiązuje licencja Creative Commons Share Alike 3.0 (CC BY-SA) zarówno dla danych, jak i dla udostępnianych plików po przetworzeniu.

## Oprogramowanie
Używane narzędzia są ogólnie dostępne na zasadach freeware lub shareware. Zadania specyficzne wykonywanie są przy pomocy własnych skryptów.